# Häuslingstiefe
Häuslingstiefe war eine Eisenerzgrube bei Siegen im Siegerland. Die Grube lag am Häusling, einem Berg im Siegener Zentrum.

## Gangmittel
Gangmittel waren Junge Kesselgrube, Häuslingstiefe, Gähbras, Schleifmühlchen, Pferd, Schwarzer Bart, Benedictus, Langgrube, Oberster Eisengang, Treuer Gewerkengang und Goldenes Vlies. Die Ganglänge betrug insgesamt 400 m, ihre Mächtigkeit schwankte meist zwischen 0,5 und 1 m und wurde bis zu 2 m mächtig.

## Geschichte
Die Grube wurde 1553 erstmals erwähnt. Nach einem Bericht lieferte sie damals bereits viele Jahre hochwertigen Brauneisenstein. Als Stollen bestanden der Gähbraser Stollen und der Bechers Erbstollen. Ab 1877 wurde Tiefbau betrieben. Der angelegte Schacht führte bei einer Größe von 4,5 × 3,2 m auf eine Teufe von 460 m hinab. Er wurde nach der Stilllegung der Grube verfüllt. 1925 wurde der Betrieb eingestellt. Gefördert wurden Spat- und Brauneisenstein mit zuletzt 40 Belegschaftsmitgliedern. 1885 wurden 2.240 t Spateisenstein und 8 t Kupfererz gefördert, insgesamt wurden 61.000 t Eisenerz abgebaut.
In den 1920er und 1930er Jahren kam es im Gebiet der Grube zu zahlreichen Tagesbrüchen, 1938 stürzte ein Junge in eine 100 m tiefe Gangspalte.

### Konsolidationen
1881 entstand eine Konsolidation aus verschiedenen Gruben. Die bedeutendste Grube war dabei Schleifmühlchen.
- Alte Kesselgrube (Fe)
- Dreigang (Fe)
- Gähbras
- Glückshafen
- Hinterer Häusling
- Junge Kesselgrube (Fe, Cu)
- Kupfergrube
- Pferd (Fe, Cu)
- Schleifmühlchen in Siegen (am Schleifmühlchen), wurde 1818 neu befahren, angelegt wurde Bechers Erbstolln, später diente die Grube als Übungsgrube der Bergschule Siegen.

Außerdem gehörte seit 1899 die Beienbacher Grube Schnellenberg zur Häuslingstiefe.